# Costi Sandu
Constantin Sandu (n. 4 iulie 1968, București), mai cunoscut ca Sandu Costică „Damigeană” sau Costi Sandu, este un cântăreț român de muzică rock, în prezent membru al formației Iris Nelu Dumitrescu. Considerat unul dintre cei mai buni vocaliști de heavy metal și hard rock din România, muzicianul a activat, pe perioade mai lungi sau mai scurte de timp, în 15 formații: Interval, Voltaj, Quartz, Krypton, Transilvania, Metrock, Adi Manolovici Group, Act, Harap-Alb, M.S., Independent, NeXuS, Trupa Tribut, Direcția 5, Nimic Întâmplător.

## Activitate muzicală
Sandu Costică începe să se remarce pe scena rock bucureșteană în jurul anului 1990, prima formație în care activează fiind Interval. Cu acest grup cântă până în 1993 și înregistrează materialul Noaptea potopului (1992, needitat oficial). În paralel, în 1991 este cooptat în Voltaj, ocupând locul lăsat liber de soliștii Cristian Ilie și Bogdan Cristea. Însă Voltaj își întrerupe activitatea în martie 1992, odată cu plecarea din țară a liderului Doru „M.S.” Istudor. Pentru Sandu Costică urmează Quartz, Krypton, iar apoi Transilvania, formație bucureșteană fondată încă din ianuarie 1988, ce abordează un stil heavy/power metal cu mesaj istoric și inflexiuni folclorice, celtice și balcanice, din care nu lipsesc influențe Iron Maiden sau cele specifice rock-ului progresiv. Este solist al grupului Transilvania între 1995 și 1998. Tot în această perioadă mai cântă cu Metrock, formație de thrash metal, iar în 1996–1997 face parte din Adi Manolovici Group, fiind coleg cu Adi Manolovici (chitară, compozitor), Ionuț Calotă și Răzvan Voiculeanu (bas), Virgil Vasile, Lucian Coroi și Nicu Georoiu (tobe), Relu Marin (clape). Împreună cu aceștia realizează albumele Fusion Rendez-Vous (lansat în luna decembrie 1996 la casa de discuri East & Art), Fusion Demo Tape '96 și Party Demo Tape 1997.
La începutul anului 1998 este lansat la Electrecord albumul Am dormit prea mult al formației Krypton. Materialul este imprimat în octombrie și noiembrie 1997, în componența: Costică Sandu (solist), George Pătrănoiu (chitară), Dragoș Docan (bas), Cătălin „Tuță” Popescu (claviaturi) și Răzvan Lupu „Lapi” (baterie). Costi Sandu cânta cu Krypton încă din anul 1994, atunci când l-a înlocuit pe Gabriel „Guriță” Nicolau. Însă la scurtă vreme după apariția pe piață a discului Am dormit prea mult, își întrerupe activitatea cu această formație. Ulterior, la Krypton va reveni Eugen Mihăescu, care va orienta trupa către un stil pop rock mult mai comercial.
În 1997, încă din perioada în care erau colegi în Krypton, Costi Sandu și George Pătrănoiu pun bazele grupului Act, formula fiind întregită de frații George și Gusti Costinescu. Formația abordează un stil heavy metal cu influențe thrash, power și alternativ, însă are o viață scurtă, de circa un an, timp în care este înregistrat un material demo intitulat Strigă!. Abia după un deceniu, grupul se reformează și reușește să lanseze în octombrie 2008 albumul Exact, ce conține 11 compoziții, trei din ele aparținându-i lui Sandu Costică: „Mult zgomot pentru nimic”, „Oamenii-nisip” și „Ora de vârf”. „Mult zgomot pentru nimic” datează din a doua perioadă a solistului cu Quartz, el fiind membru al acestui grup între 1992–1994 și, din nou, între 2000–2003.

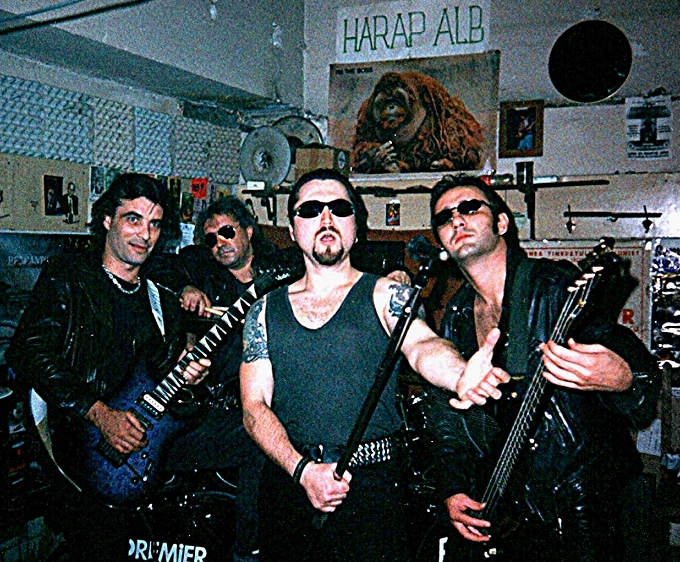
Costi Sandu cu Harap-Alb în 1999

În 1999 Sandu Costică „Damigeană”, împreună cu basistul George Costinescu, se alătură formației Harap-Alb, reînființată de bateristul Doru Istudor, după revenirea acestuia în România, în ianuarie 1998. În Harap-Alb, Sandu îl înlocuiește la microfon pe Dan „Cândoi” Tufan. Alături de Istudor, Costinescu și chitaristul Cristian Luca, participă la câteva concerte și apar piese noi. În 2000, la inițiativa lui Istudor, trupa își schimbă numele din Harap-Alb în M.S., deoarece vechea titulatură nu se mai potrivea cu intențiile muzicale ale bateristului. Costi Sandu este solistul grupului M.S. până în septembrie 2012, participând în această perioadă la realizarea a trei albume de heavy metal: Rugina nu moare (2002), A Breath of Fresh Air (2006) și A’ venit băieții!!! (2010). Contribuie cu câteva compoziții proprii: „Colț de cer” (baladă provenită din perioada Harap-Alb și inclusă pe Rugina nu moare), „All About George” și „3 Minutes for Villa” (ce apar pe A Breath of Fresh Air). După o perioadă de pauză, solistul revine în M.S. în iulie 2014, din nou împreună cu George Costinescu. Trei ani mai târziu, apare al patrulea album M.S. cu Sandu Costică în postura de vocalist: Carne de tun (2017).
Activitatea concertistică a grupului M.S. este condiționată de prezența în țară a liderului Doru Istudor. Din acest motiv, Costi Sandu a avut câteva proiecte în paralel: grupul Independent (înființat împreună cu Adi Manolovici și cu care a susținut concerte în perioada 2003–2005), refondarea trupei Act, apoi, în noiembrie 2008, preluarea rolului de solist în NeXuS de la Costin Adam (actualmente la Phoenix). Începând cu 2011, are concerte de cluburi, în București și în țară, cu Trupa Tribut (proiect live, de piese cover). În toamna lui 2012 este cooptat de către Marian Ionescu în Direcția 5 pentru a suplini lipsa lui Tony Șeicărescu (plecat la Iris, în locul lui Cristi Minculescu). În Direcția 5, cântă în tandem cu celălalt vocalist al formației, Cristi Enache, până în 2013, când revine Tony Șeicărescu. Un an mai târziu, Costi Sandu se alătură supergrupului Nimic Întâmplător, înființat în noiembrie 2014 de muzicieni cu experiență pe scena rock autohtonă, foști sau actuali membri Krypton, Neutron și Tectonic. În componența Costi Sandu (solist), Eugen Mihăescu (chitară, clape și programări), George Costinescu (bas), Alex Neagu (tobe) sunt lansate câteva piese: „Pe strada mea”, „Măria-Ta”, balada „Nimic întâmplător”, „Mă confunzi”, „Te aștept acasă” (ultima în duet cu Teodora Buciu). Are loc un turneu în Ardeal și se lucrează la primul album, însă apariția acestuia nu se va mai concretiza. O singură piesă – „Nimic întâmplător” – este editată pe albumul solo al lui Eugen Mihăescu, Guitaromania Part Two, publicat în 2018 la casa de discuri Soft Records.

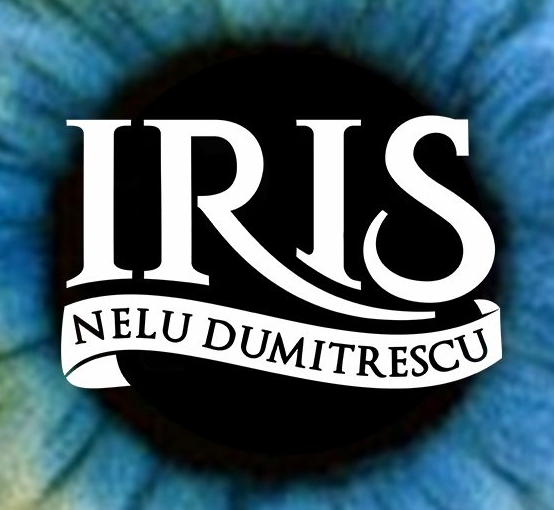
Sigla formației Iris Nelu Dumitrescu

La sfârșitul lunii august 2017, trei vechi componenți Iris, solistul Cristi Minculescu, chitaristul Valter Popa și basistul Doru Borobeică (Boro), părăsesc formația. În acest context, bateristul Nelu Dumitrescu anunță că grupul își va continua activitatea sub numele de Iris, într-o componență nouă, în care rolul de solist vocal va fi preluat de Costică Sandu (la acel moment membru M.S.). În 1990, când Minculescu a plecat în Elveția, Costi Sandu, pe atunci la început de activitate, ar fi trebuit să îl înlocuiască în Iris. Acest lucru nu s-a mai întâmplat întrucât Minculescu a revenit în scurt timp. Noua formulă Iris din 2017 este completată de George Costinescu (de asemenea venit de la M.S.), chitariștii Alin Moise și Nuțu Olteanu, Relu Marin (la instrumente cu clape) și Cristi Dumitrescu (fiul lui Nelu, la tobe). Costi Sandu a mai cântat cu Relu Marin în Adi Manolovici Group (1997) și cu Nuțu Olteanu în Trupa Tribut (2012).
La 21 septembrie 2017 este lansat single-ul „Poți spune orice” ce marchează începutul unei noi etape în istoria Iris. Piesa este însoțită de un videoclip apărut în 15 octombrie. Pe 27 octombrie are loc la Berăria H concertul aniversar „Iris 40 de ani”. Pe 23 octombrie 2018, la Hard Rock Cafe din București, este lansat albumul Lumea toată e un circ (editat de casa de discuri MediaPro Music). Acesta reprezintă primul material din discografia Iris realizat cu vocea lui Costi Sandu, cel care, împreună cu ceilalți membri, se implică și în partea de compoziție: „Albumul s-a creat la comun, dar una dintre piese e ideea mea și chiar sunt mândru de ea. E piesa «Când ai o șansă». Este puțin mai atipică, deși, în context, e destul de melodioasă.” Pe 22 noiembrie 2019, la un an de la lansarea albumului, are loc spectacolul conceptual „Lumea toată e un circ”, organizat la Circul Metropolitan București.
La începutul lunii iulie 2020 se finalizează procesul dintre Cristi Minculescu, Doru Borobeică și Valter Popa (pe de o parte) și Nelu Dumitrescu (de cealaltă parte) privitor la folosirea mărcii Iris. Conform înțelegerii, fiecare dintre părți are dreptul să folosească marca Iris, trupa în care cântă Costi Sandu devenind Iris Nelu Dumitrescu. Pe 17 iulie 2020 apare „Un alt format”, prima piesă lansată sub noua titulatură.